# 狄馬拉圖斯
狄馬拉圖斯 (希臘語：Δημάρατος）是公元前515年至公元前491年期間的斯巴达国王。他曾反對克里昂米尼一世，後來狄馬拉圖斯逃到波斯的阿契美尼德帝国。第二次波斯入侵希腊期间，狄馬拉圖斯站在波斯這一方。